# Dwóch Jake’ów
Dwóch Jake’ów – amerykański dramat kryminalny z 1990 roku. Film jest kontynuacją Chinatown Romana Polańskiego.

## Główne role
- Jack Nicholson - Jake Gittes
- Harvey Keitel - Jake Berman
- Meg Tilly - Kitty Berman
- Eli Wallach - Cotton Weinberger
- Rubén Blades - Mickey Nice/Michael Weisskoph
- Frederic Forrest - Chuck Newty
- Richard Farnsworth - Earl Rawley
- Tracey Walter - Tyrone Otley
- Joe Mantell - Lawrence Walsh
- James Hong - Kahn
- Madeleine Stowe - Lillian Bodine